# J'aimerais qu'il reste quelque chose
Pour plus de détails, voir Fiche technique et Distribution.
J’aimerais qu’il reste quelque chose est un documentaire français réalisé par Ludovic Cantais, sorti le 13 novembre 2019.

## Synopsis
Chaque semaine, une équipe de bénévoles du Mémorial de la Shoah à Paris  recueille des témoignages et collecte les archives personnelles des déportés et de leurs familles. J’aimerais qu'il reste quelque chose, va à la rencontre de ceux qui racontent et donnent et de ceux qui écoutent et reçoivent pour sauvegarder et transmettre la mémoire des victimes de la Shoah.

## Fiche technique
- Titre : J'aimerais qu'il reste quelque chose (en anglais : The Memorial)
- Réalisation : Ludovic Cantais
- Directeur de la photographie : Florence Levasseur et Pierre Hémon
- Ingénieur du son : Philippe Richard, Nicolas Cantin, Xavier Piroelle, Geoffrey Terreau
- Montage : Yvan Gaillard
- Montage son : Thomas Robert
- Mixage : Léon Rousseau - Diapason
- Producteurs : Sébastien Hussenot et Marie Savare de Laitre
- Production : La Luna Productions et Maje Productions
- Traductions : Alice Le Roy
- Attachée de presse : Rachel Bouillon
- Genre : Documentaire
- Pays :  France
- Format : Vidéo
- Durée : 80 minutes
- Lieux de tournage : Mémorial de la Shoah de Paris, Association Cultuelle Israelite de Clermont Ferrand
- Avec le soutien de : Fondation du Judaïsme Français et de la Fondation pour la Mémoire de la Shoah[1].
- Date de sortie en France : 13 novembre 2019

## Tournage
Le tournage s’est effectué de janvier à novembre 2014 au Memorial de la Shoah de Paris et à Clermont Ferrand.

## Distribution
Dans leurs propres rôles : 
Les documentalistes : Lior Lalieu-Smadja, Jérôme Aubignat, Roselyne Bloch , Caroline Didi , Cécile Fontaine , Annie Goldsztajn, Eli Grynberg, Arlette Jacobsen, Solange Rafowicz, Jean-Pierre Randon, Marcel Sztejnberg, Eliane et Claude Ungar , Marie Lainez.
Les Témoins : Daniel Vock, Liliane Ryszfeld, Jacques Hochberg, Victor et Louis Blic, Marc Stanislawski Birencwajg, Liliane Brulant, Hubert Perez, François Feldman, Isidore Avramovici , M. Galaska , Paul Kravetz, Henri Benamou, Madeleine Wurm, Irène Gilpin, Dorothée Portail, Raymond Strompf, Laurent Goldberg.

## Autour du film
Le film a été sélectionné dans certains festivals, rencontres et débats, sous son titre initial La Mémoire des Humbles,. Salué par Alain Cavalier à sa sortie, ce documentaire a reçu un accueil critique très enthousiaste.

## Réception critique
Pour Samuel Douhaire de Télérama, « Ludovic Cantais chronique cette indispensable transmission de la mémoire dans un documentaire à la sobriété poignante. »
Pour Martine Gozlan de Marianne « Un document bouleversant. »
Pour Bernard Genin de Positif  « Indispensable pour les jeunes générations : les résultats d’une récente enquête Ifop signalaient que 10% de la population française n’a pas entendu parler du génocide des Juifs, chiffre qui s’élève à 19% chez les 25-34 ans et à 21% chez les 18-24 ans. »
Pour Anne-Claire Cieutat de Bande à part « Voici un film qui, lui aussi, a atteint son noble but : laisser une trace. Une trace nécessaire et, espérons-le, durable. »
Dans le Canard enchaîné, de C.B « Ludovic Cantais réalise un documentaire précieux et bouleversant sur la mémoire en train de se faire. »
Céline Rouden de La Croix « Un documentaire poignant. »
Olivier de Bruyn pour Les Echos « Un film sobre et bouleversant. »